# Xã Palo Alto, Quận Jasper, Iowa
Xã Palo Alto (tiếng Anh: Palo Alto Township) là một xã thuộc quận Jasper, tiểu bang Iowa, Hoa Kỳ. Năm 2010, dân số của xã này là 3.598 người.